# Чилікта
Чилікта́ (рос. Чиликта) — село у складі Новорського району Оренбурзької області, Росія.
Стара назва — Чилекта.

## Населення
Населення — 159 осіб (2010; 285 у 2002).
Національний склад (станом на 2002 рік):
- казахи — 98 %